# 臀
臀（buttocks）又稱腚、臀部，俗稱屁股，古稱尻，是猿类和人類盆骨部分後方的渾圓部位，亦是人類用來承受坐力的部位。臀部在局部解剖学，属于下肢，不属于躯干。

## 解剖結構
臀部由臀大肌和臀中肌兩塊臀肌組成，上層被脂肪組織覆蓋。臀部的最上伸延至上髂骨，最下到水平臀肌摺紋；往下就是大腿。
在臀部分布著臀上神經與臀下神經，表現於臀部肌肉群，尤其是臀大肌上。往下走則有大腿後皮神經，主控大腿後肌肉群、股二頭肌、半腱肌與半膜肌等。再往下的坐骨神經（sciatic nerve），分脛骨神經與腓骨總神經，掌控小腿的肌肉群。
臀大肌有兩個附著處：股骨粗線的三分一部分，和iliotibial tractus的部分。臀大肌中間被一個溝分隔，稱為股溝，其中位置就是肛門所在。如此，臀部容許靈長類動物舒適地坐下，而不需要將重心放在腿上。相反，貓和狗要坐下時，不能這樣做。
一些狒狒和所有長臂猿都長有長毛，但牠們的臀部皮膚硬而沒有毛。

## 服裝

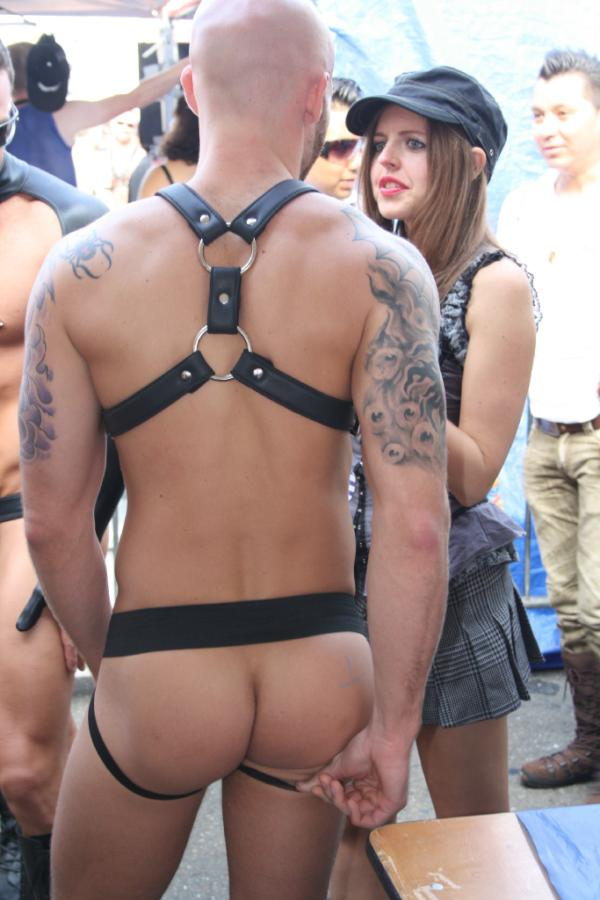
男同性戀色情片演員Drake Jaden身著露臀的性虐服飾。

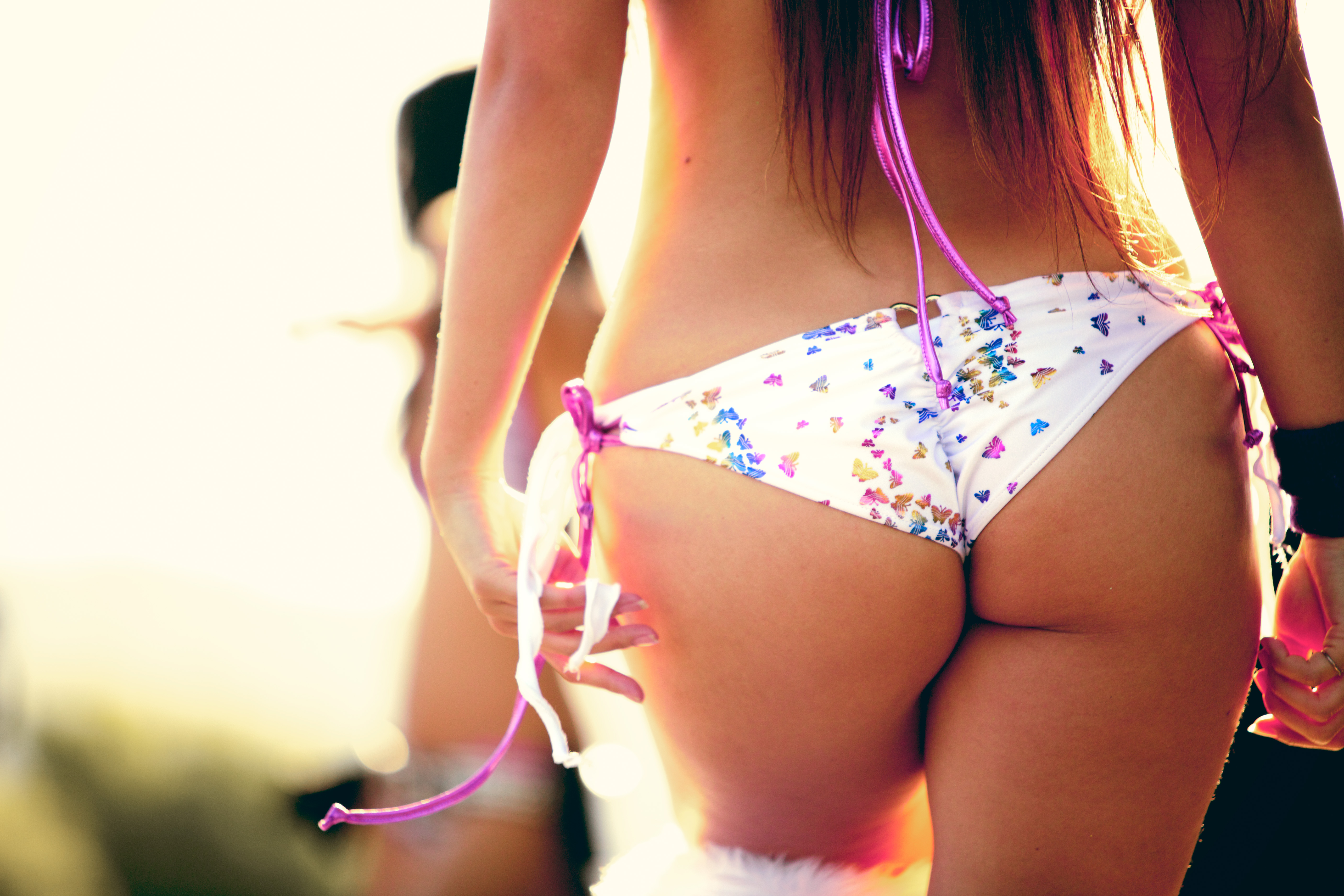
部分女性衣衫如比基尼泳衣，會露出部分臀部。

很多文化都對性裸體有忌諱，而在大眾面前展露臀部也是一種忌諱，正如一般的性感帶。
主流服裝之設計，一般會把臀部完全遮掩，無論是否必須。不過有些服飾會故意露出臀部，像日本的傳統男性腰布（fundoshi，亦作「兜襠布」）幾乎展露整個臀部。還有專門設計給腳踏車運動員的後空內褲，會特別將臀部部分全部鏤空，以減少活動時的摩擦。雖然以上服飾都會顯露大部分甚至全部的臀部，但並不顯示穿著者裸露的癖好。
也有一些衣物則用來突出臀部，無論是外衣、內衣或內褲，(例如 丁字褲)。也有一些女性穿著其他有特別設計的褲子（例如 特別剪裁過的牛仔褲），因為褲腰的布料減少，故此顯露出股溝。此外，如果比基尼泳衣的布料較少，穿著時同樣容易顯露股溝。
有些服飾則會將襠部鏤空，僅露出股溝，例如開襠褲。大多數的開襠褲因用戶族群不同，而有以下幾種功能:
- 設計給嬰兒或學齡前幼童穿：

此種開襠褲設計的主要目的便是為了方便學齡前幼童的排泄。不過這種開襠褲可能露出生殖器官，雖然方便排泄，但並不雅觀，且有不衛生、不安全、尿道容易感染、肛門處長蟯蟲、容易造成外傷、被性騷擾、幼童隨地排泄等疑慮，所以現在在路上不會常見到家長給幼童穿著開襠褲，不過在農村地區，仍然有些較年長的長輩會喜歡給幼童穿著。
- 設計給成人穿：

這種開襠褲主要作為性愛服飾，無論男女都可穿，可以凸顯「性感」的感覺，在進行性交時也較為保暖。

## 健美
在大腿近臀部的連接位，當一個人過胖時，會出現一種類似橙皮的組織。這些組織，俗稱「橙皮紋」，學名叫作「蜂窩組織」，是一種脂肪組織。這些組織，被一般坊間民眾認為「不雅」，而務求在減肥的過程中消除。

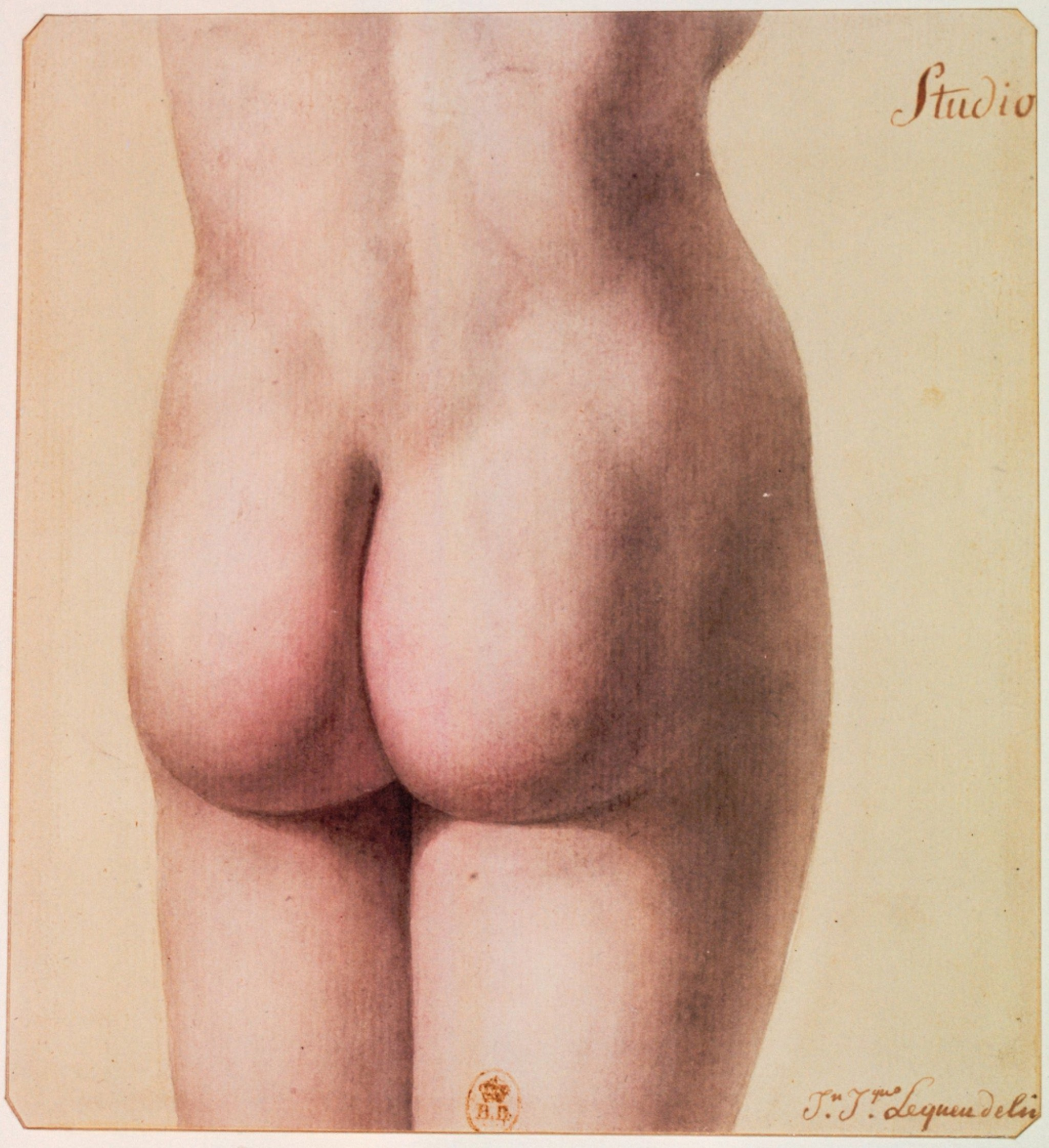
Jean-Jacques Lequeu (c. 1785).
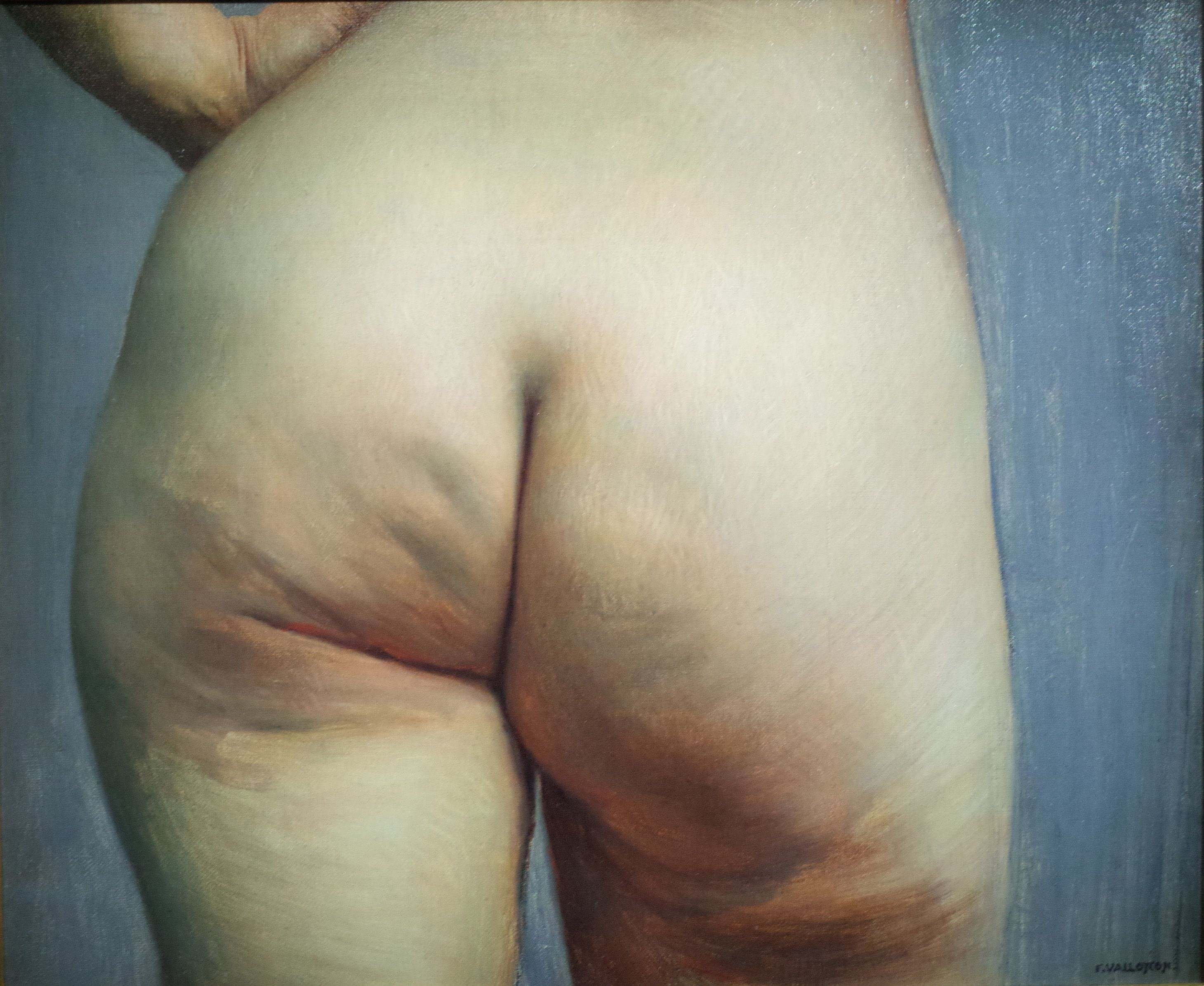
Félix Vallotton (c. 1884).

臀部也是健身人士特別鍛煉的部位，健美的臀部使人看上去更加性感和健康。

## 文化
在大部份的文化當中，在公眾場合露出臀部是一種傷風害俗的事，在教育中也會教導小孩此種行為不可取。不過仍有人會不顧文化，在大眾面前露出臀部。如：裸奔。

## 註解及參考
1. ↑  李家雄. . 書泉. 2000: 頁26.